# Salmo 3
O Salmo 3 é o terceiro salmo do Livro dos Salmos, geralmente conhecido em português por seu terceiro versículo na Versão Almeida Corrigida Fiel: "Porém tu, Senhor, és um escudo para mim, a minha glória, e o que exalta a minha cabeça." Em latim, é conhecido como "Domine quid multiplicati sunt". O salmo é uma ação de graças pessoal a Deus, que respondeu à oração de uma alma aflita. O salmo é atribuído a Davi e relaciona-se em particular ao tempo em que ele fugiu de seu filho Absalão.
O salmo é uma parte regular das liturgias judaica, católica, anglicana, ortodoxas orientais e protestante. O salmo foi várias vezes transformado em música, textos e composições, incluindo obras em latim de Marc-Antoine Charpentier, Michel-Richard Delalande e Henry Purcell.

## Texto
O Salmo 3 foi escrito originalmente na língua hebraica, e está dividido em 8 versículos (sendo que o primeiro versículo da versão hebraica é a inscrição acima nas versões atuais que faz referência a Davi como o autor do Salmo).

### Versão da Bíblia Hebraica
O texto a seguir está relatado conforme o original da Bíblia Hebraica:
| Versículos | Hebraico                                                          |
| ---------- | ----------------------------------------------------------------- |
| 1          | .מִזְמוֹר לְדָוִד: בְּבָרְחוֹ, מִפְּנֵי אַבְשָׁלוֹם בְּנוֹ                               |
| 2          | .יְהוָה, מָה-רַבּוּ צָרָי; רַבִּים, קָמִים עָלָי                                 |
| 3          | .רַבִּים, אֹמְרִים לְנַפְשִׁי: אֵין יְשׁוּעָתָה לּוֹ בֵאלֹהִים סֶלָה                      |
| 4          | .וְאַתָּה יְהוָה, מָגֵן בַּעֲדִי; כְּבוֹדִי, וּמֵרִים רֹאשִׁי                           |
| 5          | .קוֹלִי, אֶל-יְהוָה אֶקְרָא; וַיַּעֲנֵנִי מֵהַר קָדְשׁוֹ סֶלָה                          |
| 6          | .אֲנִי שָׁכַבְתִּי, וָאִישָׁנָה; הֱקִיצוֹתִי--כִּי יְהוָה יִסְמְכֵנִי                       |
| 7          | .לֹא-אִירָא, מֵרִבְבוֹת עָם-- אֲשֶׁר סָבִיב, שָׁתוּ עָלָי                           |
| 8          | ;קוּמָה יְהוָה, הוֹשִׁיעֵנִי אֱלֹהַי-- כִּי-הִכִּיתָ אֶת-כָּל-אֹיְבַי לֶחִי .שִׁנֵּי רְשָׁעִים שִׁבַּרְתָּ |
| 9          | .לַיהוָה הַיְשׁוּעָה; עַל-עַמְּךָ בִרְכָתֶךָ סֶּלָה                                   |

### Versão Almeida Corrigida Fiel
O texto a seguir está relatado conforme a versão Almeida Corrigida Fiel:
1. Senhor, como se têm multiplicado os meus adversários! São muitos os que se levantam contra mim.
2. Muitos dizem da minha alma: Não há salvação para ele em Deus. (Selá.)
3. Porém tu, Senhor, és um escudo para mim, a minha glória, e o que exalta a minha cabeça.
4. Com a minha voz clamei ao Senhor, e ouviu-me desde o seu santo monte. (Selá.)
5. Eu me deitei e dormi; acordei, porque o Senhor me sustentou.
6. Não temerei dez milhares de pessoas que se puseram contra mim e me cercam.
7. Levanta-te, Senhor; salva-me, Deus meu; pois feriste a todos os meus inimigos nos queixos; quebraste os dentes aos ímpios.
8. A salvação vem do Senhor; sobre o teu povo seja a tua bênção. (Selá.)

## Contexto
O Salmo 3 é o primeiro Salmo com título no original e diz respeito a um momento específico de crise na vida de Davi. Davi fugiu de Absalão por causa de uma série de eventos como resultado de Davi estar sob disciplina por seus próprios pecados em relação a Bate-Seba e Urias, o heteu, conforme registrado em 2 Samuel 11:1–27. No meio do castigo de Deus, mesmo assim, Davi ora "sobre o teu povo seja a tua bênção" (ACF).
Uma tarde e uma manhã são vistas (versículo 5) quando Davi se deita para dormir e acorda protegido e sustentado pela providência de Deus. O conselheiro de Absalão, Aitofel, é personificado como a boca que Davi pede a Deus para "quebrar os dentes", e no relato o conselho de Aitofel é frustrado e este enfrenta sua morte. Davi fugindo de seu filho no início do Salmo 3 está em contraste direto com refugiando-se no "Filho" no final do Salmo 2.
Este também é o primeiro Salmo que se refere a um selá (ou selah), que aparece depois dos versículos 2, 4 e 8. O selah final possivelmente indica que o Salmo 3 e o Salmo 4 estão ligados de alguma forma. Davi passou mais anos fugindo de Saul quando jovem do que fugindo de seu filho Absalão. Davi até escreverá muitos salmos mais tarde através do livro de salmos sobre situações em que ele estava sendo perseguido por Saul. Aqui está um dos salmos de abertura do livro de salmos e é sobre a dolorosa experiência de fugir de seu próprio filho.

## Comentários
De acordo com o Concise Commentary de Matthew Henry, escrito em 1706, os versículos 1-3 representam Davi clamando a Deus em relação aos seus inimigos e confiando em Deus. Os versículos 4-8 representam seus triunfos sobre seus medos, e "dá glória a Deus", enquanto "toma para si o consolo".
Martinho Lutero sentiu que, em geral, o objetivo neste Salmo é transmitir a confiança daqueles que se consideram seguidores de YHWH para invocá-lo. "Porém tu, Senhor, és um escudo para mim, a minha glória, e o que exalta a minha cabeça." (versículos 3 - ACF): Esta é a oração enfática dos oprimidos que se voltam para YHWH. Embora escrito por Davi (versículo 1), o leitor é encorajado a considerar como Deus resgata alguém como Davi, que estava naquele momento muito aflito, salva e depois eleva para ser rei sobre todo o Israel.